# ヴァレリー・アルヴェ
ヴァレリー・アルヴェ（フランス語: Valérie Harvey、1979年10月2日 - ）は、カナダ・ケベック州シャルルボワ出身の小説家、社会学者、作詞家、歌手。小説やエッセーなどの書籍をフランス語で精力的に発表している。
日本に高い関心を持っており、日本旅行を題材にしたエッセーや日本の少子化を考察した書籍、4〜8歳の子どもを対象に日本紹介する本など、日本関連書籍を5冊出版している。京都に滞在した経験も持つ。
研究者としては、日本人女性の出産・育児願望について、日本でフィールドワークを行い、博士論文を執筆した。さらに、社会学者として、Radio-Canada Première（カナダ放送協会）の番組に出演し、日本に関する話題を提供している。
2003年からは、ブログ「Nomadesse」に記事を発表している。
ミュージシャンとしても活動し、夫婦デュエット『夢』の 作詞とボーカルを担当。2021年のNHKのど自慢の特別賞を受賞した。家族とイクマあきらの「ダイナミック琉球」を歌いた。2015年にはNHKWorldコンクール「We love Japanese Songs」に参加し、「残酷な天使のテーゼ」を歌って審査員特別賞を獲得した。